# Fatmir Gjeka
Fatmir Gjeka (ur. 17 kwietnia 1975 w Barze) – czarnogórski polityk, burmistrz Ulcinja w latach 2014-2016, minister praw człowieka i mniejszości od 2022 roku, przewodniczący Partii Demokratycznej.

## Życiorys
24 lutego 2014 roku został wybrany na burmistrza Ulcinja, funkcję tę pełnił do 21 marca 2016.
W 2018 roku został pełniącym obowiązki dyrektora Organizacji Turystycznej w Ulcinju.
28 kwietnia 2022 roku zaczął pełnić funkcję ministra praw człowieka i mniejszości.